# الشعوب والبلدان
الشعوب والبلدان، نص لعالمة الأنثروبولوجيا الأمريكية مارغريت ميد، تُرجم من قبل الشاعرة والكاتبة العربية السورية غادة السمان، ويعد أوّل عمل صدر عنها قبل أن تتجه لنشر أعمالها الخاصة. صدرت الترجمة في عام 1959، عن منشورات مكتبة أطلس في دمشق، سوريا.